# ジョシュア・ルメイ
ジョシュア・ルメイ（Joshua Lemay   1987年5月29日 - ） は、カナダのプロレスラー。
リング名ジョシュ・アレキサンダー（Josh Alexander）で知られている。
彼はTNAレスリングと契約しており、元インパクト・レスリング世界タッグ王座で現在TNA Xディヴィジョン王座である 

#### The North (2019–2021)

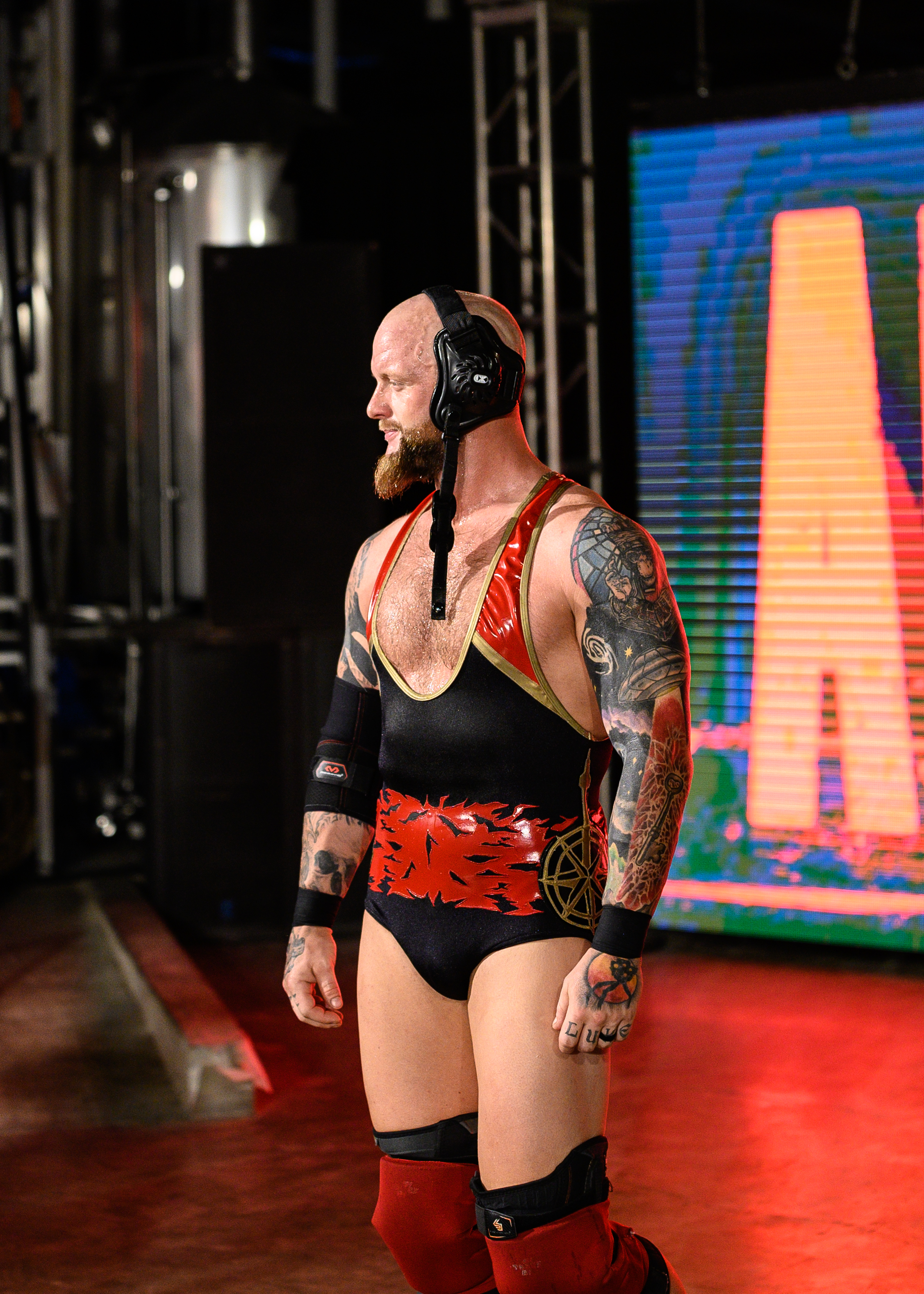
2019年からアレクサンダーはインパクトレスリングと契約し出場

## プロレスのキャリア

### 新日本プロレス（2021年〜現在）
アレクサンダーは2021年6月18日のNJPWストロングの誘いで新日本プロレスにデビューし、デビュー戦でアレックス・コグリンを破った 

## 得意技

### フィニッシュ・ホールド
C4スパイク
相手の上半身をリバース・フルネルソンの体勢で捕らえて相手の体を垂直に持ち上げながら尻餅をつき、相手の頭部をマットに打ちつける。
アンクル・ホールド
足首固め。
ダウンした相手の足関節、足首固めを極める技。通常はスタンディングで仕掛けるが、ロープエスケープした相手をリング中央まで引きずり戻し、自ら倒れ込みながら膝十字固めとの併用で仕掛ける。グレイプバイン・アンクル・ロックは脱出不可能。
今はヘッドギアを必要としないが、彼のシュートスタイルのギミックに合うので今日までヘッドギアを着用し続けており、定期的にヘッドギアのスタイルを設定。彼とリック・スタイナーはアマチュアレスリングタイツを着用し戦い、アマチュアのバックグラウンドを持つ数少ないプロレスラーの1人になっている

## 獲得タイトル
- AAWレスリング

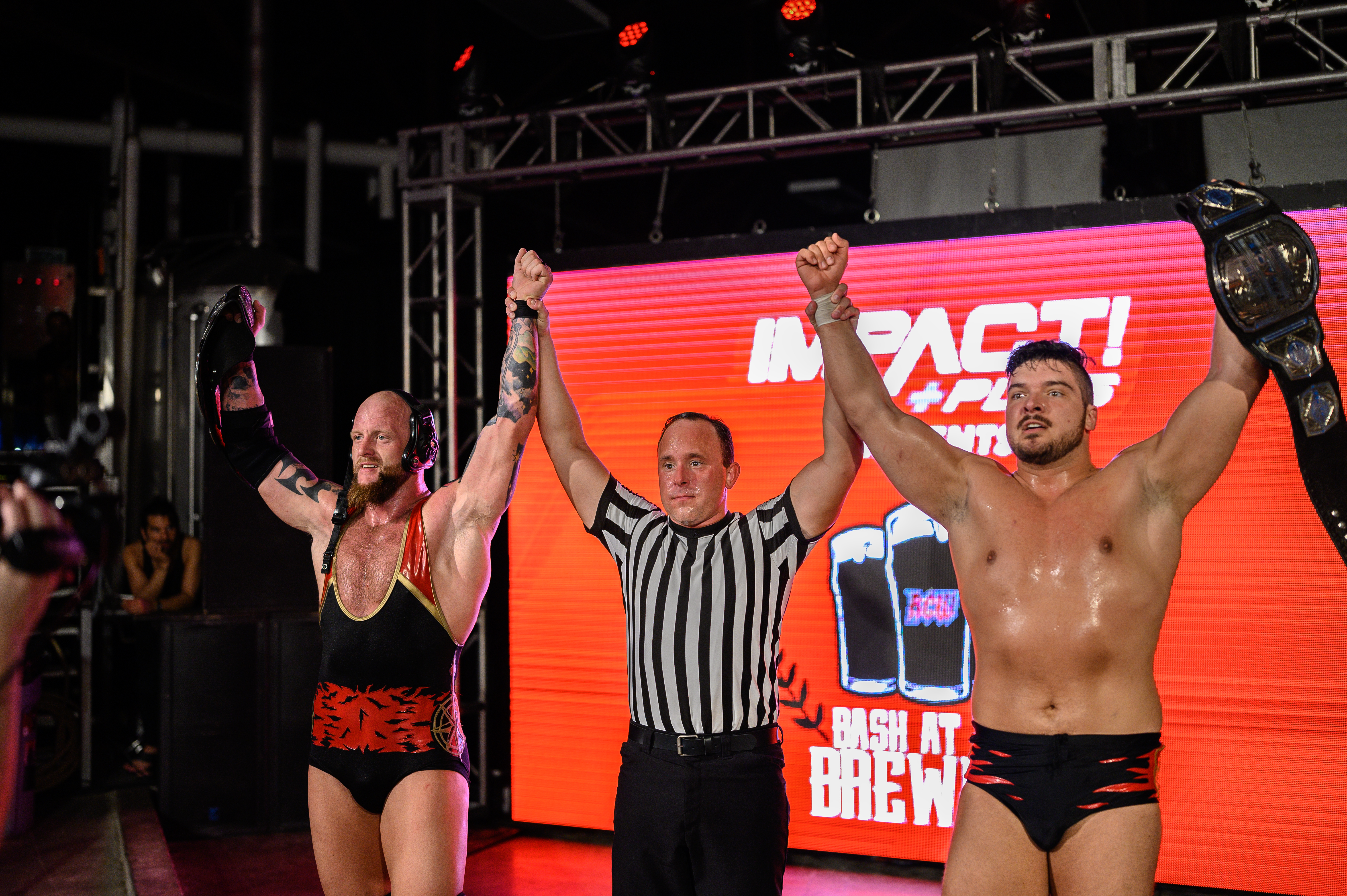
インパクトタッグチーム王座を獲得した後の姿

  - AAWヘビーウェイトチャンピオンシップ（2回） [7]
  - ジムライナムメモリアルトーナメント（2019）
- Absolute Intenseレスリング
  - AIWアブソリュートチャンピオンシップ（1回） [8]
- アルファ-1レスリング
  - A1アルファ男子選手権（4回） [9]
  - A1無重力選手権（1回） [10]
  - A1タッグチームチャンピオンシップ（2回）-イーサンペイジ（1）とタイソンダックスとギャビンクイン（1） [11]
- キャピタルシティチャンピオンシップコンバット
  - C4チャンピオンシップ（1回） [12]
  - C4タッグチームチャンピオンシップ（1回）–ラヒームアリーと[13]
- クロスボディプロレスリングアカデミー
  - CBPWチャンピオンシップ（2回） [14]
- Deathproofファイトクラブ
  - DFCチャンピオンシップ（1回） [15]
- デスティニーワールドレスリング
  - DWWチャンピオンシップ（1回、現在） [16]
- フリンジプロレス
  - FPWタッグチームチャンピオンシップ（1回）–イーサンペイジ[17]
- グレートカナディアンレスリング
  - GCWタッグチームチャンピオンシップ（1回）–タイラーティルバと[18]
- インパクトレスリング
  - インパクト世界王座（1回）
  - インパクトXディヴィジョン王座 （ 1回） [19]
  - インパクト世界タッグ王座（ 2回）–イーサンペイジ[20]
  - IMPACT年末アワード（1回）
    - タッグチームオブザイヤー（2019、2020）–イーサンペイジ[21]
- Insaneレスリングリーグ
  - IWLタグチームチャンピオンシップ（1回）–イーサンペイジ[22]
- インターナショナルレスリングカルテル
  - IWCスーパーインディチャンピオンシップ（2回） [23]
  - IWCタッグチームチャンピオンシップ（1回）–イーサンペイジ[24]
- ニュースクールレスリング
  - NSWヘビー級選手権（2回） [25]
  - NSWクルーザー級王座（1回） [26]
  - NSWタッグチームチャンピオンシップ（1回）–スティーブブラウンと[27]
- No Limitsレスリング
  - NLWストロングスタイルチャンピオンシップ（1回） [28]
- プロレスリングゲリラ
  - PWG世界タッグ王座（1回）–イーサンペイジ[29]
- プロレスリング・イラストレーテッド
  - 2020年にPWI500でトップ500のシングルレスラーの195位にランクインしました[30]
  - with Ethan Pageで2020年にPWIタグチーム50のトップ50タグチームの4位にランクイン[31]
- Pureレスリング協会
  - PWAエリート選手権（1回） [32]
  - PWAピュアバイオレンスチャンピオンシップ（1回） [33]
- スクエアサークルレスリング
  - SCWプレミアチャンピオンシップ（2回） [34]
- レスリングリボルバー
  - PWRタグチームチャンピオンシップ（1回）-イーサンペイジ[35]
- Independent Professional Wrestlers連合
  - UNIONヘビー級選手権（1回） [36]